# آردمور (آلاباما)
آردمور (به انگلیسی: Ardmore) شهرکی است در ایالت آلاباما در کشور آمریکا.

## مکان
آردمور در موقعیت () قرار دارد. 
با توجه به اطلاعات اداره آمار آمریکا مساحت آن در حدود ۵٫۳ کیلومترمربع است.

## مردم‌شناسی
با توجه به آمار سال ۲۰۰۰ جمعیت آن ۱۰۳۴ نفر ، ۴۶۰ خانواده در آن ساکن هستند. 
تعداد ۵۰۶ واحد خانه در هر مساحت تقریبی (۹۵،۸akm²) قرار دارد. 
۲۵% درصد از خانواده‌های فرزند زیر ۱۸ سال داشتند که از این تعداد ۴۳% درصد زوج بوده و ۱۱،۵% درصد زنان بدون شوهر و ۳۹،۸% درصد نیز غیر خانواده بودند.
متوسط درآمد یک خانواده در حدود ۴۰،۶۷۳ دلار آمریکا است و زنان درآمد متوسط ۲۹،۵۳۱ دلار آمریکا و مردان درآمد متوسط ۱۹،۸۷۵ دلار آمریکا بدست می‌آورند.